# Ophel
Ophel (en hebreo: העופל) es una colina al sur del Monte del Templo en Jerusalén (Israel). Está notablemente ocupado por las ruinas de la ciudad de David.
Este cerro está ubicado en el centro de tierras elevadas de piedra caliza de unos 700 metros. Se trata de un largo y estrecho promontorio redondeado, una especie de península en la ladera sur del Monte del Templo en Jerusalén entre Tyropoeon hacia el oeste y el valle de Cedrón al este.